# Leah Kate
Leah Kalmenson (Los Ángeles, California, 9 de septiembre de 1992), conocida profesionalmente como Leah Kate, es una cantante estadounidense. Kate lanzó su primer extended play, Impulse, en junio de 2019, seguida de What Just Happened? en 2021. En 2022, lanzó el sencillo «10 Things I Hate About You», que llegó a las listas de Australia y el Reino Unido. Luego fue elegida como telonera de la etapa europea de la gira Life Support Tour de Madison Beer, que tendrá lugar en marzo y abril de 2022. Lanzará su álbum debut, Super Over, en septiembre de 2023.

## Primeros años de vida
Leah Kate nació el 9 de septiembre de 1992. Nació y creció en Los Ángeles, California y su familia era propietaria de una estación de radio. Kate reveló que vivió en Nueva York por un tiempo para seguir sus sueños. Su familia quería que ella consiguiera un trabajo, sin embargo, ella continuó con su carrera musical. 

## Carrera

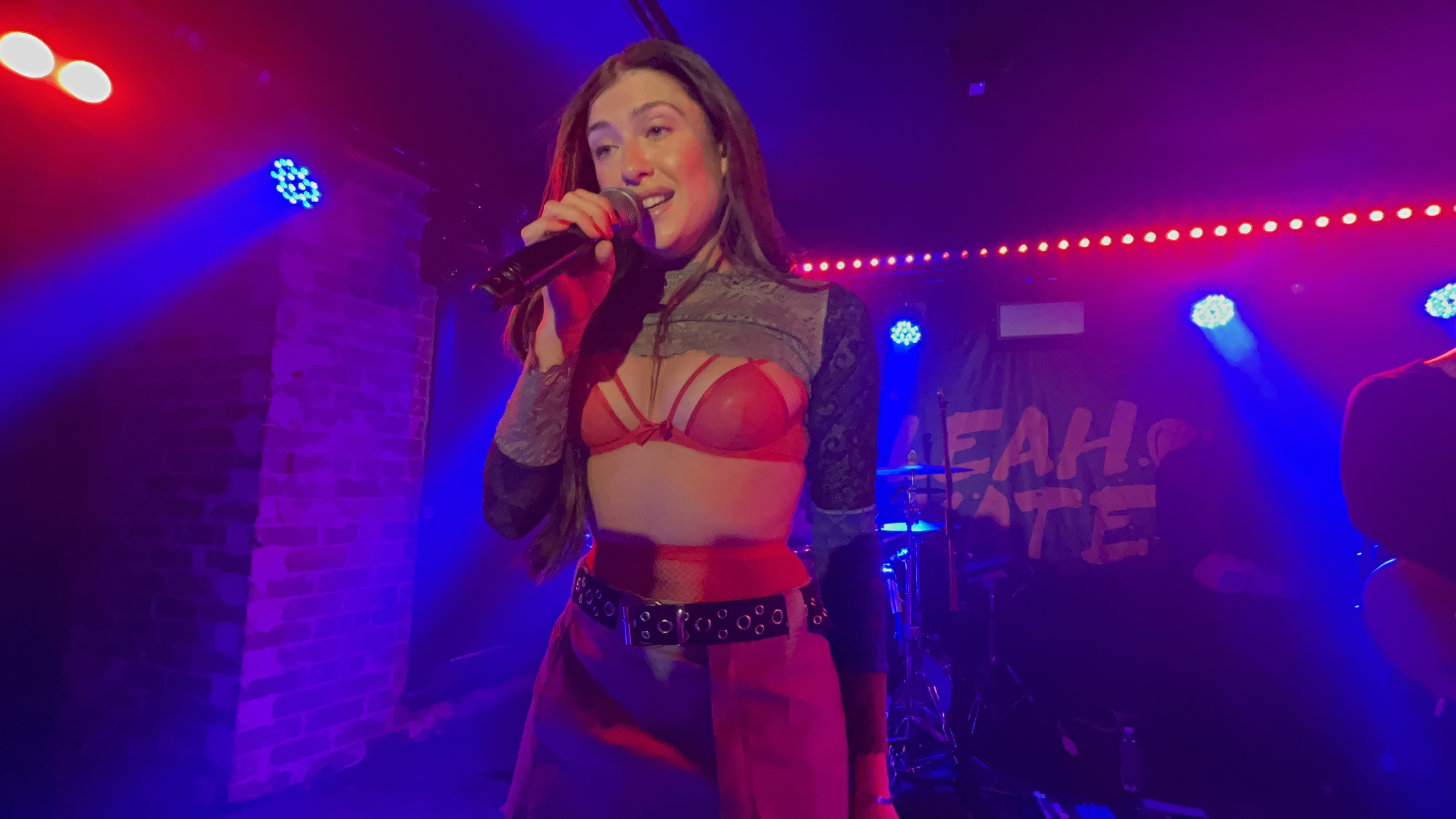
Kate actuando en Sydney, Australia en diciembre de 2022.

En 2018, Kate comenzó a publicar covers de canciones en su canal homónimo de YouTube. En este período de tiempo lanzó su EP debut, Impulse, que incluía los sencillos «WTF?» y «So Good». Siguió el EP con el lanzamiento de los sencillos «Visions» y «Bad Idea». En junio de 2020, Kate lanzó «Fuck Up the Friendship», que cobró fuerza en TikTok y se reprodujo más de 33 millones de veces en Spotify. Esto se continuó con varios sencillos, incluidos los lanzamientos de «Grave», «Boyfriend» y «Boy Next Door».
En 2021, Kate lanzó los sencillos «Calabasas» y «Veronica» como preparación para su segundo EP, What Just Happened?, cuyo lanzamiento estaba previsto para octubre. Tenía planes de abrir para Bailey Bryan en su Fresh Start Tour por los Estados Unidos y Canadá, pero se redujo a solo dos shows debido a la pandemia de COVID-19. Lanzó el sencillo «Shit Show» una semana antes del EP el 24 de septiembre de 2021. Más adelante lanzó el quinto y último sencillo del EP, «FU Anthem».
Lanzó el sencillo «Dear Denny» en marzo de 2022 y luego de que se volviera viral en TikTok, rápidamente se siguió con el lanzamiento de «10 Things I Hate About You», su primera canción en un sello importante, 10k Projects. La canción empezó a crecer en popularidad en TikTok y creció en muchos países europeos mientras realizaba una gira con Madison Beer en la etapa europea de su Life Support Tour. La canción finalmente alcanzaría el número dos en la lista Bubbling Under Hot 100 de EE. UU. y alcanzó el top 40 de las listas en Australia, Nueva Zelanda, los Países Bajos y el Reino Unido.
En 2022, también realizó una gira con Chase Atlantic en su Cold Nights Tour por América del Norte y lanzó su sencillo «Twinkle Twinkle Little Bitch». Siguió este lanzamiento con sencillos como «Life Sux», «Monster» y «Hot All the Time», todos incluidos en su tercer EP, Alive and Unwell, que se lanzó el 28 de octubre de 2022. Comenzó su primera gira principal, Alive and Unwell Tour, en Manchester el mismo día. En diciembre de 2022, Kate realizó una gira por Australia por primera vez, realizando espectáculos en Sydney y Melbourne.

## Discografía

### Álbumes de estudio
| Título     | Detalles del álbum                                                                                   |
| ---------- | --- |
| Super Over | - Lanzamiento: 15 de septiembre de 2023 - Sello: Autoeditado - Formatos: Descarga digital, streaming |

### EP
| Título              | Detalles del EP                                                                                        |
| ------------------- | --- |
| Impulse             | - Lanzamiento: 28 de junio de 2019 - Sello: Autoeditado - Formatos: Descarga digital, streaming        |
| What Just Happened? | - Lanzamiento: 1 de octubre de 2021 - Sello: Autoeditado - Formatos: Descarga digital, streaming       |
| Alive and Unwell    | - Lanzamiento: 28 de octubre de 2022 - Etiqueta: 10k Proyectos - Formatos: Descarga digital, streaming |

### Sencillos
| Título                                                                            | Año  | Mejor posición | Mejor posición | Mejor posición | Mejor posición | Mejor posición | Mejor posición | Certificaciones            | Álbum               |
| Título                                                                            | Año  | US Bub.        | AUS            | CAN            | IRE            | UK             | WW             | Certificaciones            | Álbum               |
| --------------------------------------------------------------------------------- | ---- | -------------- | -------------- | -------------- | -------------- | -------------- | -------------- | -------------------------- | ------------------- |
| «Lady by the Sea»                                                                 | 2018 | —              | —              | —              | —              | —              | —              |                            |                     |
| «Have to Forget»                                                                  | 2018 | —              | —              | —              | —              | —              | —              |                            |                     |
| «WTF?»                                                                            | 2019 | —              | —              | —              | —              | —              | —              |                            | Impulse             |
| «Left With a Broken Heart»                                                        | 2019 | —              | —              | —              | —              | —              | —              |                            | Impulse             |
| «So Good»                                                                         | 2019 | —              | —              | —              | —              | —              | —              |                            | Impulse             |
| «Do What I Wanna Do»                                                              | 2019 | —              | —              | —              | —              | —              | —              |                            | Impulse             |
| «Visions» (con Kevin Courtios)                                                    | 2019 | —              | —              | —              | —              | —              | —              |                            |                     |
| «Bad Idea»                                                                        | 2020 | —              | —              | —              | —              | —              | —              |                            |                     |
| «Fuck Up the Friendship»                                                          | 2020 | —              | —              | —              | —              | —              | —              |                            | What Just Happened? |
| «Used to This»                                                                    | 2020 | —              | —              | —              | —              | —              | —              |                            |                     |
| «Grave»                                                                           | 2020 | —              | —              | —              | —              | —              | —              |                            |                     |
| «Boyfriend»                                                                       | 2021 | —              | —              | —              | —              | —              | —              |                            |                     |
| «Boy Next Door»                                                                   | 2021 | —              | —              | —              | —              | —              | —              |                            |                     |
| «Calabasas»                                                                       | 2021 | —              | —              | —              | —              | —              | —              |                            | What Just Happened? |
| «Veronica»                                                                        | 2021 | —              | —              | —              | —              | —              | —              |                            | What Just Happened? |
| «Shit Show»                                                                       | 2021 | —              | —              | —              | —              | —              | —              |                            | What Just Happened? |
| «F U Anthem»                                                                      | 2021 | —              | —              | —              | —              | —              | —              |                            | What Just Happened? |
| «Dear Denny»                                                                      | 2022 | —              | —              | —              | —              | —              | —              |                            |                     |
| «10 Things I Hate About You»                                                      | 2022 | 2              | 22             | 82             | 34             | 30             | 116            | - RIAA: Gold - BPI: Silver | Alive and Unwell    |
| «Twinkle Twinkle Little Bitch»                                                    | 2022 | —              | —              | —              | —              | —              | —              |                            |                     |
| «Life Sux»                                                                        | 2022 | —              | —              | —              | —              | —              | —              |                            | Alive and Unwell    |
| «Monster»                                                                         | 2022 | —              | —              | —              | —              | —              | —              |                            | Alive and Unwell    |
| «Hot All the Time»                                                                | 2022 | —              | —              | —              | —              | —              | —              |                            | Alive and Unwell    |
| «Don't Call Me» (con Slushii)                                                     | 2023 | —              | —              | —              | —              | —              | —              |                            |                     |
| «Happy»                                                                           | 2023 | —              | —              | —              | —              | —              | —              |                            | Super Over          |
| «Super Over»                                                                      | 2023 | —              | —              | —              | —              | —              | —              |                            | Super Over          |
| «Space»                                                                           | 2023 | —              | —              | —              | —              | —              | —              |                            | Super Over          |
| "—" denotes a recording that did not chart or was not released in that territory. |      |                |                |                |                |                |                |                            |                     |

## Tours
Artista principal
- Alive and Unwell Tour (2022)
- Super Over Tour (2023)

Apertura
- Fresh Start Tour: Bailey Bryan (2021)
- Life Support Tour: Madison Beer (2022)
- Cold Nights Tour: Chase Atlantic (2022)
- Panorama Tour: Hayley Kiyoko (2023)